# Чокала, Патрик Сегеджа

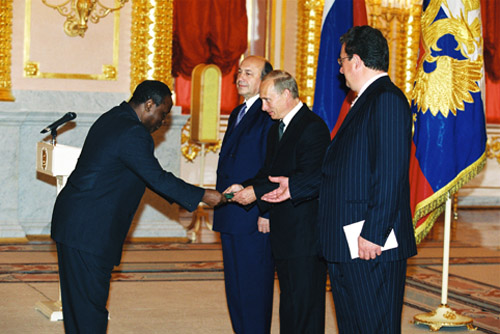
Большой Кремлёвский Дворец, Москва. Посол Танзании Патрик Сегеджа Чокала вручает верительные грамоты Президенту Путину

Патрик Сегеджа Чокала (суахили Patrick Segeja Chokala; 3 марта 1948 — 6 ноября 2020, Дар-эс-Салам) — танзанийский политик и дипломат. Чрезвычайный и Полномочный Посол Танзании в Российской Федерации (с 2002 по 2008), на Украине по совместительству (2004—2008) и Беларуси (2007—2008) по совместительству.

## Биография
журналист, работавший на «Радио Танзании».
В начале 1980-х годов работал заместителем посла Танзании в Нигерии. Позже был назначен пресс-секретарём Президентов Али Гассана Мвиньи и Бенджамина Мкапы. Работал директором департамента в Министерстве иностранных дел Танзании.
В 2002 году назначен послом Объединенной Республики Танзания в РФ. В 2008 г. его сменил на этом посту Джака Мгваби Мвамби.
В 2004—2008 годах — Чрезвычайный и Полномочный Посол Танзании в Украине по совместительству.
В 2007—2008 годах — Чрезвычайный и Полномочный Посол Танзании в Беларуси по совместительству.
В 2015 году на выборах Президента Танзании был кандидатом на пост президента страны, на которых победил Джон Магуфули.
В 2016 году — советник директора института материнства и отцовства Института реабилитации общественных реформ.
После сердечного приступа был госпитализирован в Национальную специализированную больницу Мухимбили для лечения. Умер в 2020 году. Похоронен в Дар-эс-Саламе.